# Trío romántico
Un trío romántico es un grupo de guitarristas y cantantes, oriundos de Centroamérica y el Caribe, que interpreta canciones románticas a ritmo de bolero, son (particularmente el cubano), vals, bambuco y pasillo, generalmente.

## Ensamble

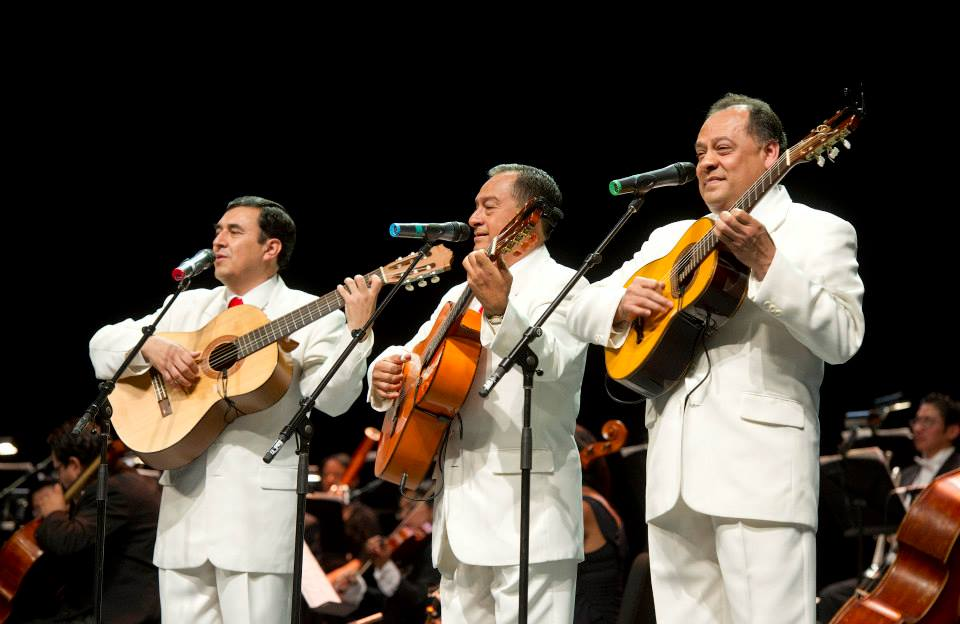
El trío Los Panchos en el Auditorio Nacional.

El ensamble puede estar constituido por tres músicos: guitarra primera, guitarra segunda y guitarra requinto o tres cubano, en ocasiones también pueden ser dos las guitarras y un instrumento de percusión pequeño como las maracas, la clave o el güiro. Asimismo, los tríos se reforzaban a veces con la presencia de más músicos, especialmente para las sesiones de grabación, adicionando bajo acústico, maracas, bongó, congas o algún instrumento solista como una o dos trompetas y en algunas ocasiones hasta un órgano. Estos fueron recursos usados por el trío Los Panchos, uno de los más populares de la historia, así como también por Los Hermanos Martínez Gil, contemporáneos de Los Panchos.
Los intérpretes pueden cantar armonizadamente la 1.ª., 2.ª y 3.ª voz o uno de ellos puede cantar solo. El requinto interpreta introducciones, puentes y notas de adorno.
Para la popularización de los tríos fue fundamental el desarrollo de los recursos comunicativos de la época como la radio, las películas, los programas en vivo en televisión y las grabaciones en discos. Cuba, México, Perú y Puerto Rico se convirtieron en las verdaderas mecas para los centros artísticos, y muchos artistas de toda la región participaron y se destacaron como compositores e intérpretes. Entre los tríos internacionales más sobresalientes se pueden mencionar a Los Panchos, Los Tres Ases (México), Los Troveros Criollos (Perú), Los Tri-o (Colombia) y otros.

## Compositores y Temas populares con tríos
- Carlos Almarán: "Historia de un Amor"
- Manuel Álvarez Maciste: "Un Año más sin Tí"
- Federico Baena: "Vagabundo"
- Miguel A. Balladares: "Miseria"
- Roberto Cantoral: "La Barca", "El Reloj", "Noche no te Vayas", "Regálame esta Noche"
- Bobby Capó: "Poquita Fe"
- Roque Carbajo: "Recuerdos de Tí"
- Guty Cárdenas: "Ella", "Nunca", "Rayito de Sol"
- Alvaro Carrillo: "Amor Mío", "La Mentira", "Sabrá Dios", "Un Minuto de Amor", "Cancionero", "Sabor a Mí"
- Domingo Casanova: "Ella"
- Cuates Castilla: "Cuando ya no me Quieras"
- Gilberto Cervantes: "Página Blanca"
- Luis "Güicho" Cisneros: "Gema", "Tres Regalos"
- Gonzalo Curiel: "Incertidumbre", "Llévame"
- Luis Demetrio: "La Puerta", "El Día"
- Abel Domínguez: "Óyelo Bien"
- Alberto Domínguez: "Perfidia"
- Armando Domínguez: "Miénteme"
- E. Domínguez: "Loca Pasión"
- Pepe Domínguez: "Granito de Sal", "Pájaro Azul"
- Manuel Esperón-Pedro de Urdimalas: "Amorcito Corazón"
- Claudio Estrada: "Contigo"
- Osvaldo Farrés: "No, no y no", "Toda una Vida"
- Pedro Flores: "Despedida", "Perdón", "Obsesión"
- Teddy Fregoso: "Sabrás que te Quiero"
- Vicente Garrido: "No Me Platiques Ya", "Todo y Nada"
- Alfredo Gil: "Basura", "Caminemos", "Desamparada", "Me Castiga Dios", "Un Siglo de Ausencia", "Mi Ultimo Fracaso"
- María Grever: "Júrame", "Cuando Vuelva a tu Lado"
- Pepe Guízar: "Sin Tí"
- Rafael Hernández: "No Me Quieras Tanto", "Desvelo de Amor", "Canción del Alma"
- Benito de Jesús: "Sigamos Pecando", "Nuestro Juramento"
- Renán Jiménez: "Perla Negra"
- Simón Lan: "Los Dos"
- J.Blanco Leonardo: "Falsa"
- Gabriel Luna de la Fuente: "Despierta"
- Fernando Z. Maldonado: "Amor de la Calle", "Voy Gritando por la Calle"
- Hnos. Martínez Gil: "Chacha Linda", "Falsaria", "Ausencia", "Mientes", "Relámpago"
- Víctor Manuel Mato: "Estoy Perdido"
- Nilo Menéndez: "Aquellos Ojos Verdes"
- José Antonio Méndez: "La Gloria Eres Tú"
- Mario Molina Montes: "Jacaranda"
- Jesús "Chucho" Navarro: "Una Copa Más", "Perdida", "Rayito de Luna"
- Raúl Neri: "Empiezo a Extrañarte"
- Alfredo Núñez de Borbón: "Consentida"
- Graciela Olmos: "La Enramada"
- Emilio Pacheco/Pedro Mata: "Presentimiento"
- Ricardo Palmerín: "Peregrina"
- César Portillo de la Luz: "Contigo en la Distancia", "Delirio"
- Rafael Ramírez: "Nuestro Amor"
- Wello Rivas: "Llegaste Tarde", "Cenizas", "Quisiera ser Golondrina"
- Julio Rodríguez: "Mar y Cielo"
- Gabriel Ruiz: "Usted", "Condición", "Desesperadamente"
- Saulo Sedano: "Reina Mía", "Mentira, Mentira"
- Raúl Shaw Moreno: "Cuando tú me Quieras", "Lágrimas de Amor"
- Esteban Taronjí: "Motivo y Razón"
- Emma Elena Valdelamar: "Mil Besos"
- Mercedes Valdés: "Me Voy Pa'l Pueblo"
- Consuelo Velázquez: "Bésame Mucho", "Franqueza"
- Bonny Villaseñor: Mi Error

## Guitarristas y Primeras Voces destacados

### Guitarristas
- Alfredo Gil (Los Panchos)
- Miguel Matamoros (Trío Matamoros)
- Juan Neri (Los Tres Ases)
- Gilberto Puente (Los Tres Reyes)
- Benjamín "Chamín" Correa (Los Tres Caballeros)
- Felipe Compeán  (Trío Los Astros)
- Carlos Andrade (Trío Los Soberanos)
- Salvador Macías  (Trío Las Sombras)
- Juan Manuel Castro  (Trío Las Sombras)
- Francisco Alvarado (Trio Los Peregrinos)
- Armando Navarro  (Los Dandys)
- Sergio Flores (Los Tecolines)
- Víctor Galarza  (Trío Los Brillantes)
- Jesús "Junior" González (Trío de Virginia López, Trío Borinquen)
- Saulo Sedano (Los Tres Diamantes)
- Carlos Gali (Los Jaibos)
- Rafael Villalobos (Los Montejo)
- David Ruiz (Los Soberanos)

### Primeras Voces
- Hernando Avilés (Los Panchos)
- Johnny Albino (Los Panchos)
- Julio Rodríguez (Los Panchos)
- Rafael Basurto (Los Panchos)
- Eduardo Novelo (Los Montejo)
- Enrique Quezada (Los Tres Diamantes)
- Leonel Gálvez (Los Tres Caballeros)
- Ovidio Hernández (Los Astros)
- Juan Neri (Los Tres Ases)
- Efrén Sáenz (Los Soberanos)
- Luis Villaseñor (Azul Bohemia)
- Enrique Cáceres (Las Sombras)
- Daniel Avila (Trio Avila)
- José Luis Segura (Los Dandys)

## Tríos Románticos

### Bolivia
Raúl Shaw Moreno y el Trío Los Peregrinos
- Miembros Originales: Raúl Shaw Moreno (Bolivia), Fernando Rossi y José González (Chile).
- Inicia en: 1952
- Otros Miembros del Grupo:  Mario Barrios, Hugo Encinas, Lucho Gatica, Lucho Otero y Alex Shaw.

### Colombia
Trío Pentagrama
- Miembros Originales: Alcides Cardona, Eduardo Muñoz, Henry Bahamón.

### Cuba
Trío Avileño
- Miembros Originales: Fernando Estenoz, Antonio y Miguel Medina (México).
- Año de Inicio: 1951
- Otros Miembros del Grupo: Víctor Manuel Mato (México), Guillermo de Anda (México).
- Canciones del Trío Avileño: letras y acordes

Trío Matamoros
- Miembros Originales: Miguel Matamoros, Rafael Cueto, Siro Rodríguez.
- Año de Inicio: 1925
- Otros Miembros del Grupo:  Carlos Embale, Benny Moré.

### Ecuador
Trío Los Brillantes
- Miembros Originales: Homero Hidrobo, Héctor Jaramillo, Eduardo Erazo, Olga Gutiérrez.
- Inicia en: 1962
- Otros Miembros del Grupo: Víctor Galarza, Naldo Campos, Ricardo Almachi, Patricia Valenzuela, Diego Mosquera.

Trío Los Embajadores
- Miembros Originales: Carlos y Rafael Jervis, Guillermo Rodríguez V.
- Inicia en: 1947
- Otros Miembros del Grupo: Orlando Jerez, Ángel Lavid, Álvaro Taborda.

### México
Los Tres Ases
- Miembros Originales: Juan Neri, Héctor González, Marco Antonio Muñiz.
- Inicia en: 1950s
- Otros Miembros del Grupo: José G. Sandoval, Daniel Hernández, Leandro de Castro, José Cruz, Juan García.

Trío Los Astros
- Miembros Originales: Ovidio Hernández, Florentino Urbina, Felipe Compeán.
- Inicia en: 1950s

Trío Azul Bohemia
- Miembros Originales: Luis Villa, Antonio Arriaga, Antonio López.
- Inicia en: 2002

Los Tres Caballeros
- Miembros Originales: Leonel Gálvez, Benjamín "Chamín" Correa, Roberto Cantoral.
- Inicia en: 1952
- Otros Miembros del Grupo: Raúl Shaw Moreno

Trío Calaveras
- Miembros Originales: Guillermo y Miguel Bermejo Araujo, Raúl Prado.
- Inicia en: 1930s
- Otros Miembros del Grupo: José Saldivar.

Los Dandys
- Miembros Originales: Francisco Escamilla, José Luis Segura, Joaquín Ruiz.
- Inicia en: 1956
- Otros Miembros del Trío: Armando Navarro.

Trío Los Delfines
- Miembros Originales: Jesús Oloarte, José Oloarte, Erasmo Pérez.
- Inicia en: 1950s
- Otros Miembros del Grupo: Agustín Aguilar, Héctor Cid.

Los Tres Diamantes
- Miembros Originales: Enrique Quezada, Saulo Sedano, Gustavo Prado.
- Inicia en: 1949

Trío Los Duendes
- Miembros Originales: Antonio Pérez Meza, Gilberto Saucillo, Pepe Jara.
- Inicia en: 1950s
- Otros Miembros del Grupo: Carlos Madrigal, Willie Fonseca.

Trío Los Fantasmas
- Miembros Originales: Gilberto Cervantes, Marcos Hernández, Raúl Muñoz.

Trío Los Galantes
- Miembros Originales: Ovidio Hernández, José Luis Robles, Alfonso Lariba.
- Inicia en:
- Otros Miembros del Grupo: Luis Enrique Villa, Martín Ponce.

Trío Guayacán
- Miembros Originales: Martín Becerra, Pedro Prado, Alfonso Saldívar.
- Inicia en:
- Otros Miembros del Grupo: Miguel Serrano, Cirilo Yáñez, Adalberto Bueno.
- De su Repertorio: Desvelo de Amor
- Más sobre el Trío Los Galantes en Música Popular Mexicana

Trío Los Jaibos
- Miembros Originales: Carlos Gali, Higinio Ventura, Gilberto Peinado.
- Inicia en: 1948
- Otros Miembros del Grupo: Alejandro Medina, Juan Mora..

Hermanos Martínez Gil
- Miembros Originales: Carlos y Pablo Martínez Gil, Octavio Gil Barradas.
- Inicia en: 1930
- Otros Miembros del Grupo: José Morales, Juan Hurtado, Salomón Jiménez, Gustavo López, Pablo Martínez Galindo.

Trío Los Montejo
- Miembros Originales: Eduardo Novelo, Rafael Villalobos, Fernando Méndez.
- Inicia en: 1958
- Otros Miembros del Grupo: Rubén Salinas.

Trío Monterrey
- Miembros Originales: Juan Camarillo, José Santana, José Medellín.
- Inicia en: 1950
- Otros Miembros del Grupo: Pepe Jara, Enrique Cáceres.

Trío Los Panchos
- Miembros Originales: Alfredo Gil, Jesús "Chucho" Navarro, Hernando Avilés (Puerto Rico)" .
- Inicia en: 1944
- Otros Miembros del Grupo: Raúl Shaw Moreno (Bolivia), Julio Rodríguez (Puerto Rico), Johnny Albino (Puerto Rico), Enrique Cáceres, Ovidio Hernández, Rafael Basurto, Eydie Gormé (E.U.).

El Negro Peregrino y su Trío
- Miembros Originales: Manuel Peregrino, Rodríguez, Barrio, Dehesa.

 Los Tres Reyes
- Miembros Originales: Gilberto y Raúl Puente, Hernando Avilés (México).
- Inicia en: 1950s
- Otros Miembros del Grupo: Leonel Gálvez, Luis Villa, Bebo Cárdenas.

Trío Las Sombras
- Miembros Originales: Enrique Cáceres, Salvador Macías, Raúl Neri.
- Inicia en: 1961
- Otros Miembros del Grupo: Guillermo Villalobos, Juan Manuel Castro.

Trío Los Santos
- Miembros Originales: Rolando Morlet, Diego Alcaraz, Eladio Ayala.

Trío Los Soberanos
- Miembros Originales: Efrén Sáenz, Gustavo Torres, Carlos Andrade M.
- Inicia en: 1959
- Otros Miembros del Trío: Eduardo Huitrón, Rubén Montfort, David Ruiz.

Trío Santo Domingo
- Miembros Originales: Héctor Martell, José Luis Carballo, Enrique Martell.

Los Tecolines
- Miembros Originales:  Jorge y Sergio Flores, Antonio Velázquez, Luis Cruz.
- Año de Inicio: 1952
- Otros Miembros del Trío: Enrique Cáceres, Manuel Gudiño, Juan Valdés, Jesús García, Jorge Alarcón, José de la Cruz, Gilberto Luna, Lázaro Galindo, Antonio López .

Cuarteto de Hernando Avilés
- Miembros Originales: Hernando Avilés, Fabián León, Guillermo Romero, Salvador Barbosa.
- Inicia en: 1952

### Puerto Rico
Trío Los Antares
- Miembros Originales: Miguel Alcaide, Pedro Berrios, Rafael Scharron, Felipe Rodríguez.
- Inicia en: 1950
- Otros Miembros del Grupo: Raúl Balseiro, Enrique Roque, Sotero Collazo.

Rey Arroyo y su Trío
- Miembros Originales: Israel "Rey" Arroyo, Junior González, Pablo Delgado.
- Inicia en:
- Otros Miembros del Grupo: Ángel Nieves.

Trío Borinquen
- Miembros Originales: Papo Valle, Junior González, Rafael Maldonado.
- Año de Inicio:
- Otros Miembros del Grupo: Edwin Badea, Ricardo Feliú, Jorge Juliá, "Nate" Rodríguez.

Trío Los Caciques
- Miembros Originales: Papo Valle, Tatín Vale, Miguel Alcaide.
- Inicia en: 1970s
- Otros Miembros del Grupo: Julín Reyes, Gilberto Díaz.

Trío Los Condes
- Miembros Originales: Rafael Maldonado, Fernando Ramos, Ricardo Blanco.
- Inicia en: 1960s
- Otros Miembros del Grupo: Tato Díaz.

Cheíto González y su Trío
- Miembros Originales: José "Cheíto" González, Pablo Delgado, Jesús «Junior» González .
- Inicia en: 1954
- Otros Miembros del Trío: José Luis Colón Rafael Díaz, José López, Miguel Alcaide, Gilberto Díaz.

Johnny Rodríguez y su Trío
- Miembros Originales: Johnny Rodríguez, Lalo Martínez, Manuel Jiménez.
- Año de Inicio: 1930s
- Otros Miembros del Trío: Pedro J. Sabat, Milito Cruz.

Julito Rodríguez y su Trío
- Miembros Originales: Julio Rodríguez Reyes, Tatín Vale, Rafael Scharron.
- Año de Inicio: 1956
- Otros Miembros del Trío: Tato Díaz, Miguel Alcaide, Cheli Torres, Gullín Rodríguez.

Trío San Juan
- Miembros Originales: Johnny Albino, Félix "Ola" Martínez, Chago Alvarado.
- Año de Inicio: 1948
- Otros Miembros del Trío: Paquitín Soto, Angel Luis Arroyo, Feliciano Otero, Máximo Torres.

Virginia López y su Trio
- Miembros Originales: Virginia López, Pablo Carballo, Miguel Ángel Amadeo, Jesús "Junior" González.
- Inicia en: 1950s
- Otros Miembros del Trío: Henry Vázquez, Pedro J. Sabat.

Armando Vega y su Trio
- Miembros Originales: Armando Vega, Junior González, Pablo Delgado.

Trío Vegabajeño
- Miembros Originales: Fernando Alvarez, Octavio González, Benito de Jesús.
- Año de Inicio: 1940s
- Otros Miembros del Trío: Pepito Maduro, Jorge Hernández, Luis Díaz, Guille Rivera.

### Venezuela
Trío Venezuela
- Miembros Originales: Gilberto Jiménez, Luís Ferrebús, Víctor Mendoza.
- Año de Inicio: 1955
- Otros Miembros del Trío Venezuela: Ely Mújica, Guillermo Núñez, Guillermo Rojas.
- De su Repertorio: La Cinta Verde
- Más sobre el Trío Venezuela en Wikipedia

Trío Hermanos Rodríguez
- Miembros Originales: Sergio, Alberto e Ignacio Rodríguez.
- Inicia en: 1970s